# Jeff Lastennet
Pour les articles homonymes, voir Lastennet.
Jeff Lastennet (né le 26 août 1987 à Paris) est un athlète français, spécialiste du 800 mètres. Il est aujourd'hui licencié à Stade bordelais athlétisme.

## Carrière
Après avoir été champion national junior sur 800 mètres en 2006, il réalise 1 min 46 s 48 à Montreuil-sous-Bois le 11 juin 2009, juste avant de remporter la médaille d'argent aux Jeux méditerranéens de 2009 à Pescara. Présent aux championnats du monde de Berlin, il est éliminé en demi-finale après avoir été gêné par une chute devant lui.
Le 20 février 2011, Jeff Lastennet devient champion de France en salle sauvant par la même occasion sa saison. Sélectionné pour les championnats d'Europe par équipe de Stockholm, il termine deuxième en 1 min 46 s 70 derrière Adam Kszczot après avoir remonté plusieurs adversaires sur les derniers 100 mètres. Lors du meeting de Nancy, il passe pour la première fois sous la minute quarante-six en terminant deuxième en 1 min 45 s 56, lors d'une course remportée avec le meilleur temps de l'année par le champion du monde en titre David Rudisha mais échoue à 26 centièmes de seconde du minima A pour les Championnats du monde. Ce nouveau record personnel est le 3e de sa saison.
Après quelques années de blessures, il se lance comme objectif de faire l'Ironman d'Hawaï, référence ultime du triathlon longue distance. Il réussit grâce à son résultat de 9 h 12 min sur l'Ironman de Vichy en 2017 à se qualifier pour Hawaï en 2018. A cette course, il réalise le temps de 8 h 58 min 01 s.
À la suite de cette nouvelle aventure, il décide de reprendre plus sérieusement son sport de cœur : la course à pied. C'est ainsi qu'il réalise 29 min 39 s  sur 10 km et 1 h 04 min 24 s sur le semi marathon de Valence en 2019, minima pour les championnats du monde sur la distance.
À côté de sa passion, il exerce la profession de kinésithérapeute dans le département de la Gironde.

### Palmarès
| Date | Compétition                      | Lieu      | Résultat | Performance   |
| ---- | -------------------------------- | --------- | -------- | ------------- |
| 2009 | Championnats d'Europe par équipe | Leiria    | 3e       | 1 min 48 s 29 |
| 2009 | Jeux méditerranéens              | Pescara   | 2e       | 1 min 47 s 74 |
| 2011 | Championnats d'Europe par équipe | Stockholm | 2e       | 1 min 46 s 70 |

### Records
| Épreuve    | Performance   | Lieu  | Date         |
| ---------- | ------------- | ----- | ------------ |
| 800 mètres | 1 min 45 s 56 | Nancy | 24 juin 2011 |